# Наварх
Наварх (на старогръцки: ναύαρχος) в Древна Гърция е главният командир на спартанските морски войски. Освен командването на спартанската флота, той командва и превзетите чужди градове и територии. В Атина наварх е капитан на кораб или един подчинен комендант.

## Историческа употреба
Титлата се употребява в Спарта през 5 и 4 век пр.н.e. Обаче Аристотел сравнява позицията на един наварх с тази на спартанския цар.

### Известни спартански навархи
- Еврибиад, 481/480 пр.н.е.
- Миндар, 411/410 пр.н.е.
- Лисандър, 408/407 пр.н.е.
- Каликратид, 407/406 пр.н.е.
- Анталкид, 388/387 пр.н.е.
- Мнасип, 373/372 пр.н.е.

## Съвременна употреба
В съвременните Военноморски сили на Гърция návarchos е най-високият ранг, еквивалентен на адмирал. Съществуват производните рангове: Antinávarchos (αντιναύαρχος, „вицеадмирал“) и yponávarchos (υποναύαρχος, „контраадмирал“), докато archiploíarchos е еквивалентен на комодор. Същите звания се използват и в бреговата охрана на Гърция.